# Diodor Sycylijski
Diodor Sycylijski (gr. Διόδωρος ὁ Σικελιώτης, Diodoros ho Sikeliotes; łac. Diodorus Siculus; ur. ok. 80 p.n.e. w Agyrium, zm. ok. 20 p.n.e.) – grecki historyk żyjący w epoce Cezara i Augusta.
Odbywał podróże po Europie, Afryce północnej i Azji Mniejszej. Przez długi okres przebywał w Rzymie. W latach 60–56 p.n.e. mieszkał w Aleksandrii.

## Dzieło

Bibliotheca historica, 1746

Biblioteka historyczna (gr. Βιβλιοθήκη ἱστορική, łac. Bibliotheca historica) Diodora jest najdłuższym zachowanym dziełem historycznym starożytności. Tytuł miał wskazywać wszechstronność zawartych w nim informacji i mnogość wykorzystanych źródeł. Bibliotheca była pomyślana jako historia uniwersalna, obejmująca dzieje świata od czasów mitycznych do wyprawy Cezara do Brytanii w 54 r. p.n.e. Materiały do niej zbierał przez 30 lat. Wykorzystał, między innymi, wcześniejsze prace Ktezjasza, Hekatajosa z Abdery, Megastenesa, Efora, Hieronima z Kardii, Polibiusza, Posejdoniosa. Jego informacje na temat początków Rzymu pozwalają czasem uzupełnić Liwiusza. Dzieło składało się z 40 ksiąg. Do naszych czasów zachowały się księgi I–V i XI–XX – pozostałe we fragmentach.
- Księgi I–VI: Historia świata (Ks. I–III świat niegrecki; Ks. IV–VI historia Greków), okres przed wojną trojańską.
- Księgi VII–XVII: od upadku Troi do śmierci Aleksandra Wielkiego.
- Księgi XVIII–XL: do roku 60/59 przed n. e.

Ze starożytnych Diodora cytował jedynie Pliniusz w swej Historii naturalnej (w księdze II i V). Chętniej sięgali po niego pisarze chrześcijańscy.

## Krytyka
Wartość Biblioteki zależy od autora, z którego Diodor korzystał w danym miejscu. Był on bowiem kompilatorem i nie przeprowadzał krytyki wykorzystywanych źródeł. Sam Diodor wyjaśnia, że czas okresu sprzed wojny trojańskiej nie był w stanie określić z uwagi na to, iż nie zachowała się do naszych czasów ani jedna wiarygodna tablica chronologiczna. Co do okresu po wojnie trojańskiej Diodor odstępuje od źródeł w kwestii, w której należało trzymać ich się bardzo ściśle, mianowicie w kwestii chronologii.(...) Wobec tego na chronologii Diodora nie można polegać zupełnie.
Szczególnie ostra krytyka Diodora miała miejsce w XIX wieku. Jaskrawo wyrażał się Mommsen: niewiarogodna głupota i jeszcze bardziej niewiarygodna niesumienność. K. Meister podkreśla bezsensowne skracanie źródeł, bezmyślne powtórzenia, sprzeczności i niespójności, niezrozumiałe zmiany i nieścisłości przy powtarzaniu imion, wielką niedbałość w kwestiach chronologii.
Oceny takie są zbyt skrajne, podkreślić należy, że mimo wad dla lat 480–430 p.n.e. Diodor dostarcza nam jedynej ciągłej relacji z wydarzeń, a dla historii wczesnego hellenizmu Biblioteka pozostaje głównym źródłem.